# Eucalyptus accedens
Eucalyptus accedens ist eine Pflanzenart innerhalb der Familie der Myrtengewächse (Myrtaceae). Sie kommt am südlichen Teil der Westküste Western Australias vor und wird dort „Powderbark“ oder „Powderbark Wandoo“ genannt.

## Beschreibung

### Erscheinungsbild und Blatt
Eucalyptus accedens wächst als Baum, der Wuchshöhen von bis 2,5 bis 25 Meter erreicht. Es wird ein Lignotuber ausgebildet. Die Borke ist am gesamten Baum glatt, pulvrig und weiß, rosafarben, blass orangefarben oder creme-rosafarben. Im Mark der jungen Zweige gibt es Öldrüsen, in der Borke aber nicht. Der Stammdurchmesser erreicht über 1,5 Meter.
Bei Eucalyptus accedens liegt Heterophyllie vor. Die Laubblätter sind stets wechselständig und in Blattstiel und -spreite gegliedert. An jungen Exemplaren ist die anfangs blaugrün bereifte oder bemehlte, später blau-grüne Blattspreite bei einer Länge von 4 bis 17 cm und einer Breite von 3 bis 11 cm deltaförmig, ganzrandig oder etwas gekerbt, an der Spreitenbasis verkürzt oder manchmal gelappt und besitzen ein gerundetes oder breit bespitziges oberes Ende. An mittelalten Exemplaren ist die Blattspreite elliptisch bis eiförmig, gerade, ganzrandig, und matt grau-grün. Die auf Ober- und Unterseite gleichfarbig matt grau-grünen oder blaugrün bemehlten oder bereiften Blattspreiten an erwachsenen Exemplaren sind bei einer Länge von 8 bis 18 cm und einer Breite von 1,2 bis 3,0 cm lanzettlich bis breit-lanzettlich, relativ dick, sichelförmig gebogen, verjüngen sich zur Spreitenbasis hin und besitzen ein spitzes oder zugespitztes oberes Ende. Die kaum erkennbaren Seitennerven gehen in einem spitzen oder stumpfen Winkel vom Mittelnerv ab und bilden ein sehr engmaschiges Netz. Die sogenannten Intermarginalnerven sind vom Blattrand deutlich abgesetzt. Die Öldrüsen liegen zwischen den Nerven. Die Blattstiele sind 1,3 bis 3,2 cm lang. Die Keimblätter (Kotyledone) sind zweiteilig.

### Blütenstand und Blüte
Seitenständig an einem bei einer Länge von 7 bis 17 mm und einer Breite von bis zu 3 mm im Querschnitt schmal abgeflachten oder kantigen Blütenstandsschaft stehen in einem einfachen Blütenstand sieben bis elf Blüten zusammen. Die 2 bis 6 mm langen Blütenstiele sind kantig. Die Blütenknospen sind bei einer Länge von 10 bis 14 mm und einem Durchmesser von 4 bis 7 mm zylindrisch, ei- oder keulenförmig und nicht blaugrün bemehlt oder bereift. Die Kelchblätter bilden eine Calyptra, die früh abfällt. Die glatte Calyptra ist halbkugelig oder konisch, so lang und so breit wie der glatte Blütenbecher (Hypanthium). Die Blüten sind weiß, cremeweiß oder gelblich-cremeweiß. Die Blütezeit reicht in Western Australia von Dezember oder Januar bis April.

### Frucht und Samen
Die gestielte Frucht ist bei einer Länge von 9 bis 10 mm und bei einem Durchmesser von 5 bis 9 mm zylindrisch, fass- oder birnenförmig und drei- bis vierfächrig. Der Diskus ist eingedrückt, die Fruchtfächer sind eingeschlossen, auf der Höhe des Randes oder stehen leicht heraus.
Die Samen sind bei einer Länge von 1,5 bis 2,5 mm eiförmig oder abgeflacht eiförmig. Selten weist die braune Samenschale eine netzartige Struktur auf. Das Hilum befindet sich in der Mitte.

## Vorkommen
Das natürliche Verbreitungsgebiet von Eucalyptus accedens ist der südliche Abschnitt der Westküste von Western Australia, um Perth. Eucalyptus accedens kommt in den selbständigen Verwaltungsbezirken Beverley, Brookton, Carnamah, Chittering, Coorow, Cuballing, Dandaragan, Irwin, Kalamunda, Moora, Mundaring, Murray, Northam, Pingelly, Swan, Three Springs, Toodyay, Victoria Plains, Wandering, West Arthur, Williams und York, in den Regionen Mid West, Peel, Perth und Wheatbelt vor.
Eucalyptus accedens wächst auf kiesigen Laterit- und tonigen Lehmböden. Eucalyptus accedens findet man an lateritischen Aufschlüssen oder steinigen Bergkämmen.

## Taxonomie
Die Erstbeschreibung von Eucalyptus accedens erfolgte 1904 durch William Vincent Fitzgerald unter dem Titel Additions to the West Australian Flora in Journal of the West Australia Natural History Society, Volume 1, S. 21. Das Typusmaterial weist die Beschriftung Near Pingelly, Nov. 1903. – W. V. F. auf. Das Artepitheton accedens ist vom lateinischen Wort accedere für annähern oder  ähnlich sein abgeleitet und bezieht sich auf die Ähnlichkeit von Eucalyptus accedens und Eucalyptus wandoo.

## Nutzung
Das Kernholz von Eucalyptus accedens ist dunkelrot, sehr hart und strapazierfähig und besitzt ein spezifisches Gewicht von 960 bis 1170 kg/m³. Das Holz ist nur in geringem Umfang verfügbar und auf Grund seines hohen Gewichtes und seiner großen Härte nur bedingt einsetzbar.